# マツダ・ラピュタ
ラピュタ（Laputa）は、マツダが販売していたクロスオーバーSUVタイプの軽自動車。スズキ・KeiのOEM供給を受けて販売していた。

## 概要
スズキ・Keiのマツダ仕様であり、外観デザインやインテリアは基本的にKeiと共通で、ボンネットフードとハッチゲートにマツダや車名エンブレムが装着されたのがわずかな相違点である。
セダンとSUVの間の新しいジャンルの軽自動車として登場した。セダンより高めの全高と大径タイヤが特徴。最低地上高も高くとり悪路走破性を高めている。
ほとんどの立体駐車場を苦にしないセミトールスタイルに、視界の良いヒップポイント高を採用したパッケージをもっている。
搭載するエンジンは直3DOHC-VVTと同ターボ（いずれもK6A型エンジン）、それに直3SOHCターボ（F6A型エンジン）の3種類。VVTエンジンは平成12年度「優-低排出ガス」、ターボエンジンは「良-低排出ガス」認定を取得している。
ターボグレード（S-turbo,X-turbo）のベース車でもある、E-limitedは、「平成17年基準排出ガス50%低減レベル」・「平成22年度燃費基準+5%」に認定され、グリーン税制対象車に指定されていた。

## 初代 HP11/21S型（1999年-2006年）
- 1999年（平成11年）3月24日：公式発表・販売開始[3]。
当初は5ドア専用のスタンダードグレード「G」、装備充実グレードの「X」、DOHCターボエンジンを搭載したスポーティグレード「S」の3グレード展開で、トランスミッションは「X」の3ドア車のみ3ATで、その他のグレード・仕様は4AT、「X」は5MTも設定されていた。また、販売開始当初はターボエンジン車のみのラインナップで、外観はKeiからエンブレム類を変更した程度だった。
- 1999年（平成11年）10月15日：マイナーチェンジ[4]。
シート地や内装デザインを変更したほか、「X」に設定の5MT車にはクラッチスタートシステムを新たに装備。「S」の2WD車はDレンジで停車の際、自動的にニュートラルの状態に近づけて無駄な燃料消費を抑えるNS（ニュートラルスリップ）制御を新たに採用。全車にはチャイルドシート固定機構付きリアシートベルトを装備した。また、グレード体系を整理し、3ドアは「X」のみに集約して4ATのみの設定となった。
- 2000年（平成12年）2月1日：特別仕様車「Xポッパー」を発売（本仕様車は先にKeiで発売された「Xリミテッド」に相当する）[5]。
アルミホイールを専用デザインに変更し、LEDハイマウントストップランプ内蔵ルーフエンドスポイラー、マフラーカッター、AM/FMラジオ付CDプレーヤー&カセットステレオを装備したほか、シートとドアトリムは起毛タイプに、メーターパネルはスポーティデザインに、ドアハンドル（インサイド・サイドとも）、ATセレクターノブ、パーキングブレーキボタンにメッキを採用した。
- 2000年（平成12年）6月30日：特別仕様車「Fun2（ファンファン）エディション」発売[6]。
「G」の5ドア車をベースに、ドアミラーとドアハンドルをボディカラー同色に変更し、シートとドアトリムに紺色の専用生地を採用。さらに、4WD車にはヒーテッドドアミラーも装備した。
- 2000年（平成12年）10月27日：マイナーチェンジ[7]。
マツダ車の特徴である逆五角形のフロントグリル「ファイブポイントグリル」と大型マルチリフレクターヘッドランプの採用によりフロントデザインを刷新。また、ラインナップを5ドアのみとしてグレード体系も刷新され、ブルーの大径スピードメーター採用した「XE（Kei「E」相当）」と助手席側シートアンダートレイ、CDプレーヤー、ボディ同色の電動格納式リモコンドアミラーを追加した「XG（同「G」相当）」、専用ローダウンサスペンションの採用やマルチリフレクターハロゲンフォグランプ、アンダースポイラー（フロント・リア・サイド）、ハイマウントストップランプ内蔵ルーフエンドスポイラー、15インチアルミホイール、シルバーメーター（タコメーター付スピードメーター）を採用した「SF（同「スポーツF」相当）」とダークティンテッドガラス（リアドア、リアクォーター、バックドア）や本革巻きステアリングホイールを追加したDOHCターボ仕様の「S（同「スポーツ」相当）」の4グレードとなり、「XE」の2WD車はラピュタでは初となるDOHC NAエンジンを採用した。
- 2001年（平成13年）4月24日：一部改良[8]。
4WD・4AT車を廃止してNA・2WD車専用グレードとなった「XE」は「優-低排出ガス車（★★）」、ターボ車全グレードは「良-低排出ガス（★）」認定をそれぞれ取得したほか、時速64km/hオフセット衝突に対応した軽量衝撃吸収ボディを採用。インパネデザインやメーターを変更して「XE」・「XG」はシルバーメーターとなり、シートバックの大きさやシート地を変更。また、「XE」を除く全車に運転席シートリフターとダークティンテッドガラスを、4WD車に運転席シートヒーターを、「XG」に2DINサイズのCDプレイヤー&AM/FMラジオ付きカセットオーディオをそれぞれ標準装備した。グレード体系も一部変更し、「SF」を廃止する替わりに、ターボ車の廉価仕様「XEエクストラ（Kei「21世紀記念スペシャル EX」相当）」を追加した。
- 2001年（平成13年）11月21日：一部改良[9]。
キーレスエントリーのアンサーバック方式をハザードランプ点滅式に変更し、ボディカラーに新色を追加。また、「XEエクストラ」はSOHCターボエンジンからDOHC Mターボエンジンに置換した（Keiでの「N-1」に相当する仕様になった）ほか、オーディオは「XE」がAM/FMチューナー付カセットデッキ、「XEエクストラ」がAM/FMチューナー付CDプレーヤー、「S」がAM/FMチューナー付MD/CDカセットステレオとなり、さらに、「S」にはバケットシートとブルーリフレクターヘッドランプも装備した。なお、この一部改良により「XG」を廃止した。
- 2002年（平成14年）4月17日：「XE」の4AT車を一部改良し、「超-低排出ガス（★★★）」認定を取得した[10]。
- 2002年（平成14年）7月5日：特別仕様車「XEリミテッド」を発売（本仕様車は先にKeiで発売されていた「Eリミテッド」に相当する）[11]。
「XE」をベースに、電動格納式リモコンドアミラー、ダークティンテッドガラス（リアドア・クォーター・バックドア）、タコメーターを追加しながらベース車よりも税抜4万円値下げした。また、上級グレードの「XEエクストラ」に採用されているDOHC Mターボエンジンを搭載した4WD車も設定される。
- 2002年（平成14年）11月19日：一部改良[12]。
「S」は4輪ディスクブレーキ（前輪はベンチレーテッドディスクブレーキ）、リミテッドスリップデフ（2WD・5MT車のみ）、レカロ社との共同開発による専用バケットシート、大型ルーフエンドスポイラーを追加し、15インチアルミホイールを新デザインに変更して「S-Turbo（Keiワークス相当）」に、「XEエクストラ」はメーターをブラック調に変更し、4WD車にはデアイサーを追加して「X-Turbo」にそれぞれ改名するとともに、同年7月に発売された「XEリミテッド」もメーターとフルホイールキャップのデザインを変更し、4AT車は燃費を向上、5MT車は「超-低排出ガス（★★★）」認定を取得して「E Limited」に改名、NA・2WD専用グレードとしてカタロググレード化した。なお、「XE」は「E Limited」への統合の為廃止した。
- 2003年（平成15年）9月25日：一部改良[13]。
シート表皮色（グレーに変更、「S-Turbo」を除く）、オーディオデザイン、フロントヘッドレストやドアトリムの形状の変更を行ったことで、「E Limited」はAM/FMラジオ付CDプレーヤーとなり、室内幅が40mm拡大した。また、ボディカラーの追加と一部入れ替えを行った。なお、「X-Turbo」は5MT車を廃止し、4AT車のみとなった。
- 2004年（平成16年）4月：「E Limited」を仕様変更し、「平成17年基準排出ガス50%低減レベル（☆☆☆）」認定を取得した。
- 2006年 (平成18年) 1月[14] : オーダーストップに伴い生産終了。在庫対応分のみの販売となる。生産台数は不明(メーカーにデータなし)[2]
- 2006年（平成18年）4月：カタログ落ちの為、販売終了。
- （補足）2009年（平成21年）10月:OEM供給元のKeiも販売終了。

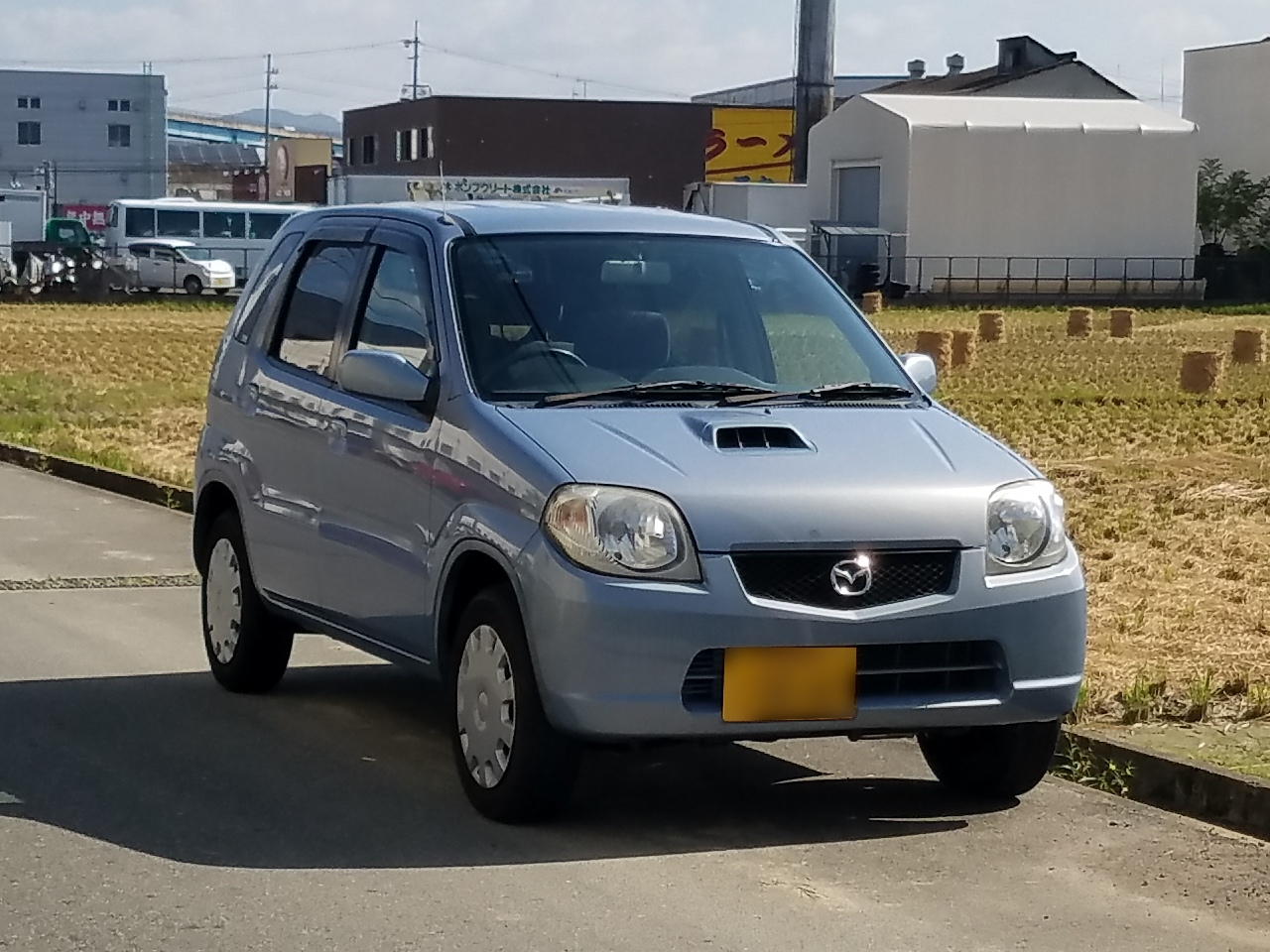
後期型 ターボX（フロント）
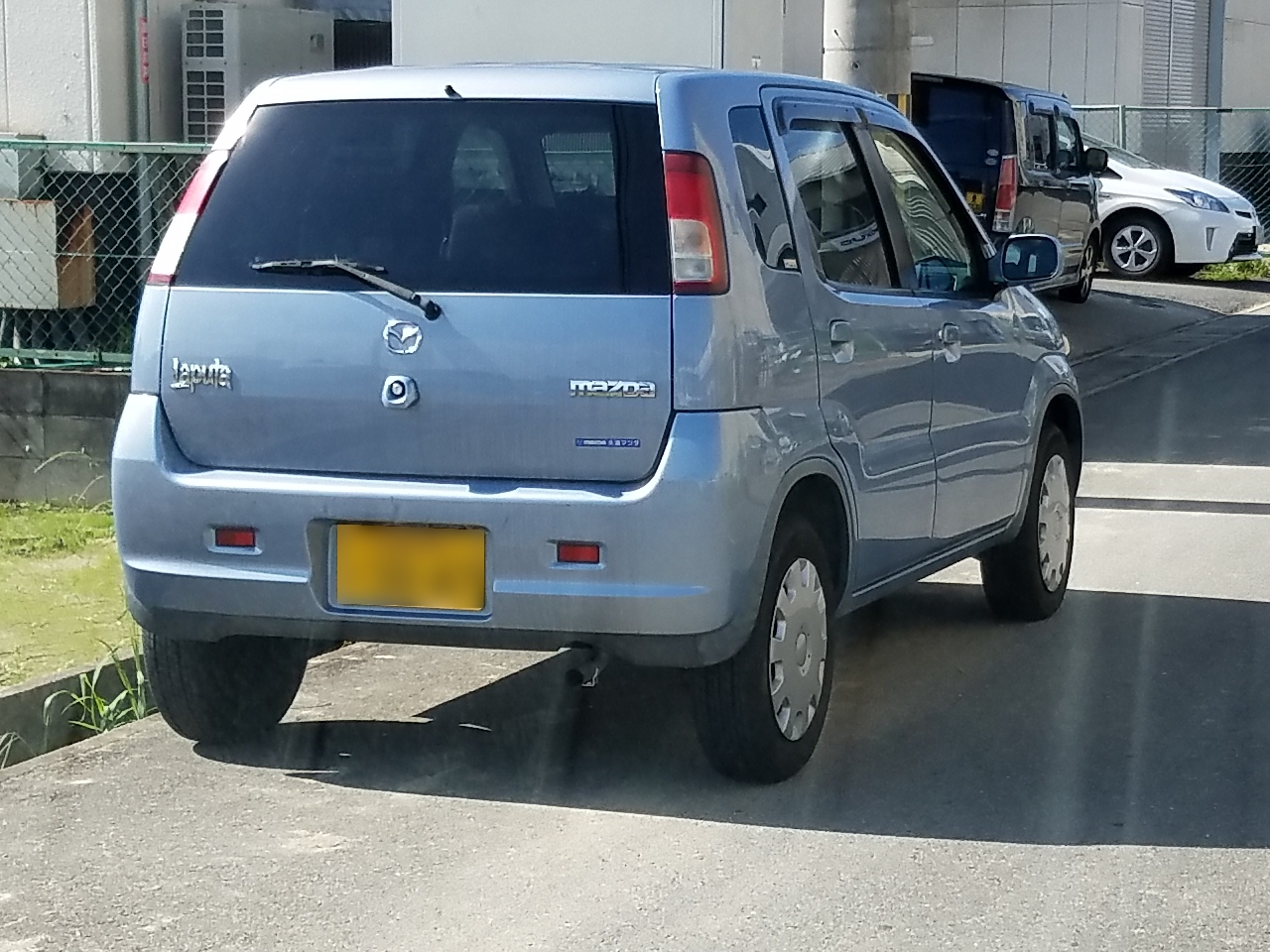
後期型 ターボX（リア）

## グレード構成
- 出典:デアゴスティーニジャパン 週刊日本の名車第55号24ページ。ホイールベースはKeiと同一[2]のため省略。

1999年3月発売
2000年10月発売

## 車名の由来
- 『ガリヴァー旅行記』に登場する浮島の「ラピュータ」に由来する[15]。

## パーツを共用する車種
- スズキ・KeiOEM車
- スズキ・スイフト(初代)
  - シボレー・クルーズ(初代)
  - スバル・G3Xジャスティ(3代目)